# Gunna (rapper)
Sergio Giovanni Kitchens, művésznevén Gunna (College Park, Atlanta, 1993. június 14. –) amerikai rapper, énekes. A Young Thug által alapított Young Stoner Life Records-szal és a 300 Entertainmenttel van szerződése.

## Élete
College Parkban született. Anyja nevelte fel, és négy testvére van. Tizenöt éves korában kezdett zenét készíteni. Gyerekkorában többek között Cam'ron, Chingy és az Outkast zenéjét hallgatta. A North Springs Charter School of Arts and Sciences és Langston Hughes High School iskolákban tanult. 2013-ban jelent meg első mixtape-je Hard Body címmel. Ekkor még a "Yung Serg" művésznevet használta.

## Diszkográfia
- Drip or Drown 2 (2019)
- Wunna (2020)
- DS4Ever (2022)
- A Gift & a Curse (2023)
- One Of Wun (2024)